# Krupino (Kaliningrad, Prawdinsk, Wischnjowoje)
Krupino (Крупино, deutsch Carlswalde) ist der Name eines untergegangenen Ortes in der russischen Oblast Kaliningrad (Gebiet Königsberg (Preußen)). Seine Ortsstelle gehört zum Munizipalkreis Rajon Prawdinsk (Stadtkreis Friedland).

## Geographische Lage
Die Ortsstelle Krupinos liegt am Flüsschen Mazurka (deutsch Apt) in der nördlichen Mitte der Oblast Kaliningrad, 18 Kilometer südlich der ehemaligen Kreisstadt Wehlau (russisch Snamensk) bzw. 16 Kilometer östlich der heutigen Rajonshauptstadt Prawdinsk (deutsch Friedland).

## Geschichte
Der kleine Gutsort Karlswalde, dessen Name sich erst nach 1905 Carlswalde schrieb, wurde im 19. Jahrhundert gegründet. Er war in den Gutsbezirk Kortmedien (russisch Kostromino) im ostpreußischen Kreis Wehlau eingegliedert, bis es am 4. März 1909 zur Bildung eines eigenständigen Gutsbezirks Carlswalde kam, der zeitgleich in den Amtsbezirk Neumühl (russisch Kostromino) aufgenommen wurde. 52 Einwohner zählte Carlswalde im Jahre 1910.
Am 30. September 1928 verlor der Gutsbezirk Carlswalde seine Eigenständigkeit, als er sich mit den Landgemeinden, Wohnplätzen bzw. Gutsbezirken Groß Allendorf (russisch Kostromino), Aue I und II, Neusasserei (Neusaß I und II) (beide russisch Gratschowo), Klein Allendorf (kein russischer Name bekannt) sowie Ziegelhöfchen (russisch Malachowo) zur neuen Landgemeinde Groß Allendorf (Kostromino) zusammenschloss, aber vorerst noch als Ortschaft von Groß Allendorf im Amtsbezirk Neumühl verblieb. Am 30. Januar 1930 dann aber wurde Carlswalde in den Amtsbezirk Groß Allendorf umgegliedert.
Im Jahre 1945 erfolgte als Auswirkung des Zweiten Weltkrieges die Abtretung des gesamten nördlichen Ostpreußen an die Sowjetunion. 1947 kam Carlswalde zum Wischnjowski selski Sowet/okrug (Dorfsowjet Altendorf, Kreis Gerdauen) und erhielt 1950 die russische Namensform „Krupino“. Anfangs wohl noch besiedelt war der Ort lange vor 1975 bereits verlassen. Er fand offiziell keine Erwähnung mehr und gilt heute – womöglich in der Siedlung Kostromino aufgegangen – als untergegangen. Seine Ortsstelle liegt heute im Bereich des Munizipalkreises Rajon Prawdinsk (Stadtkreis Friedland) in der Oblast Kaliningrad (Gebiet Königsberg (Preußen)) der Russischen Föderation.

## Religion
Bis 1945 war Carlswalde in die evangelische Kirche Allenburg (russisch Druschba) in der Kirchenprovinz Ostpreußen der Kirche der Altpreußischen Union, außerdem in die römisch-katholische Kirche Friedland (bis 1931: Tapiau (russisch Gwardeisk)) im damaligen Bistum Ermland eingepfarrt.

## Verkehr
Die kaum noch wahrnehmbare Ortsstelle von Krupino respektive Carlswalde liegt an einer Nebenstraße, die die beiden zur gleichen Siedlung Kostromino gehörenden und vor 1950 Kortmedien bzw. Groß Allendorf genannten Orte verbindet.